# Stare, nowe, najnowsze (album)
Stare, nowe, najnowsze – drugi album Andrzeja Zauchy z utworami nagranymi w latach 1980-1987. Wydany w 1987 przez firmę Wifon.

## Lista utworów

### strona A
1. „Bezsenność we dwoje” (M. Pawlik, W. Patuszyński) – 4:10
2. „Myśmy byli sobie pisani” (A. Zaucha, J. Dobrzyński, Z. Książek) – 3:20
3. „C'est La Vie - Paryż z pocztówki” (J. Cygan, W. Pieregorólka) – 5:00
4. „W złotych kroplach deszczu” (A. Sobczak, Z. Wrombel) – 4:00
5. „Nie uciekaj mi” (J. Skubikowski) – 3:25

### strona B
1. „Jak na lotni” (A. Sobczak, W. Świergiel) – 5:45
2. „Baw się lalkami” (G. Orlińska, R. Poznakowski) – 3:20
3. „Póki masz nadzieję” (A. Sobczak, J. Cierpiałek) – 4:45
4. „Wilczy bilet” (J. Skubikowski) – 3:35

- nagrania: A1-A4, B1-B 3 – Polskie Radio (1980-1986)
- nagrania: A5, B4 – PNWF Wifon (1987)